# Juliusz Komorowski

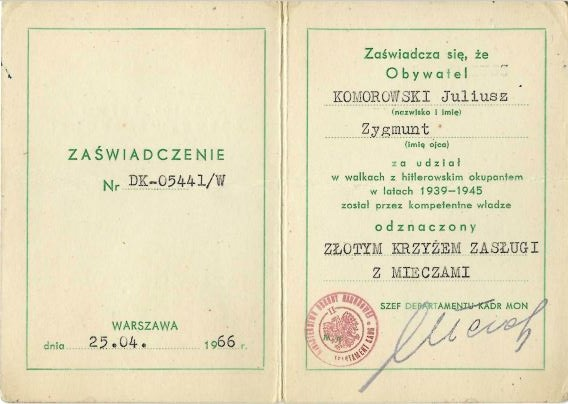
Zaświadczenie Ministra Obrony Narodowej z kwietnia 1966 roku o odznaczeniu Juliusza Komorowskiego Złotym Krzyżem Zasługi z Mieczami

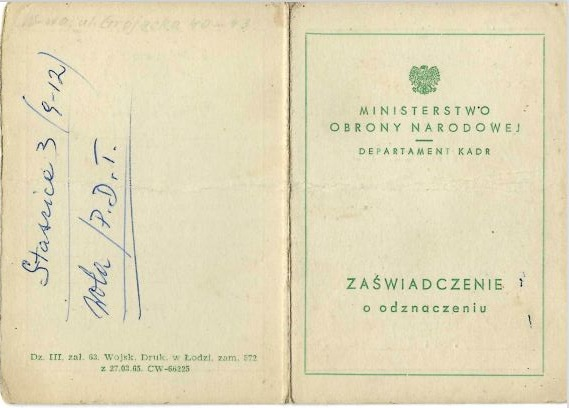
Okładka zaświadczenia Ministra Obrony Narodowej z kwietnia 1966 roku o odznaczeniu Juliusza Komorowskiego Złotym Krzyżem Zasługi z Mieczami

Juliusz Wiktor Onufry Komorowski h. Korczak (ur. 1 lutego 1893 w Kowaliszkach na Litwie, zm. 15 kwietnia 1982 w Warszawie) – polski ziemianin żołnierz.
Syn Zygmunta i Elizy z Romerów h. własnego z Bogdaniszek. Ożeniony 10 lipca 1924 r. z Marią Magdaleną z Gorskich h. Nałęcz. Ojciec Zygmunta, Bronisława (rozstrzelany przez Niemców w styczniu 1944 w Wilnie (Ponary)), Antoniego i Anny (Dowgiałło). Dziadek prezydenta Bronisława Komorowskiego.

## Życiorys
Na początku I wojny światowej został wcielony do armii carskiej i służył w 14 Syberyjskiej Dywizji Piechoty w Permie na Uralu pod dowództwem gen. Konstantego Dowbor-Muśnickiego. Po wybuchu rewolucji w 1917 r. ratując się przed bolszewikami uczestniczył w porwaniu statku „Kniaź Andriej Bogolubskij”, którym spłynął rzeką Kamą na Wołgę. Przedostał się stamtąd do okupowanego przez Niemców Wilna, i dalej do Kowaliszek. W 1919 r. bolszewicy rozpoczęli na Litwie prześladowania ludności polskiej: wywózki, aresztowania, przetrzymywanie zakładników rozstrzeliwanych w razie aktów oporu wobec nowej władzy. Wiosną 1919 r. Juliusz Komorowski dobrowolnie zgłosił się na zakładnika, w zamian za ojca, który z resztą rodziny ukrywał się przy pomocy litewskich chłopów. Uwięziony w Smoleńsku został zwolniony po klęsce armii bolszewickiej w 1920 r., w ramach wymiany jeńców wojennych między Polską a Rosją.

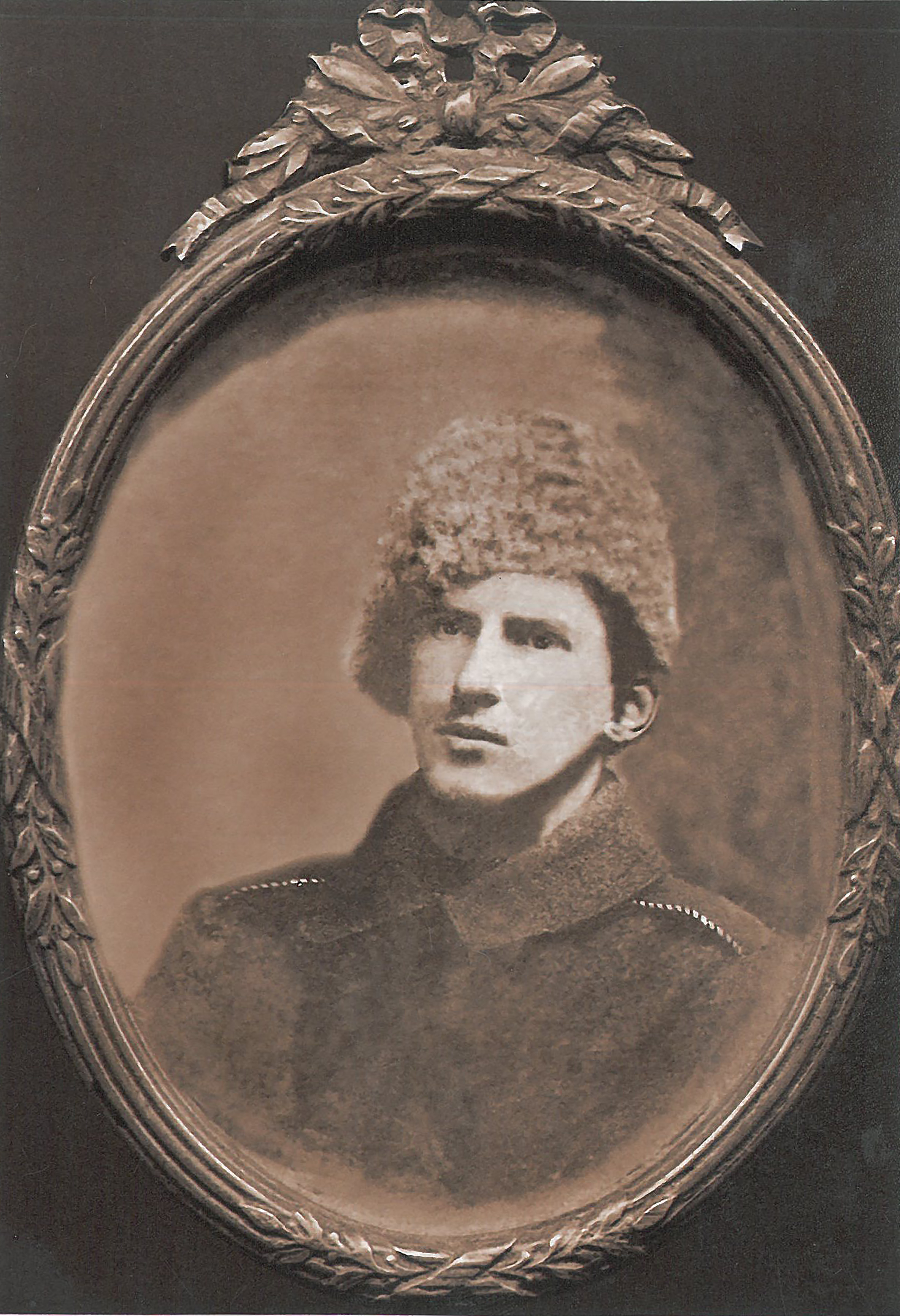
Juliusz Komorowski w wojsku carskim podczas I wojny światowej,14 Syberyjska Dywizja Piechoty

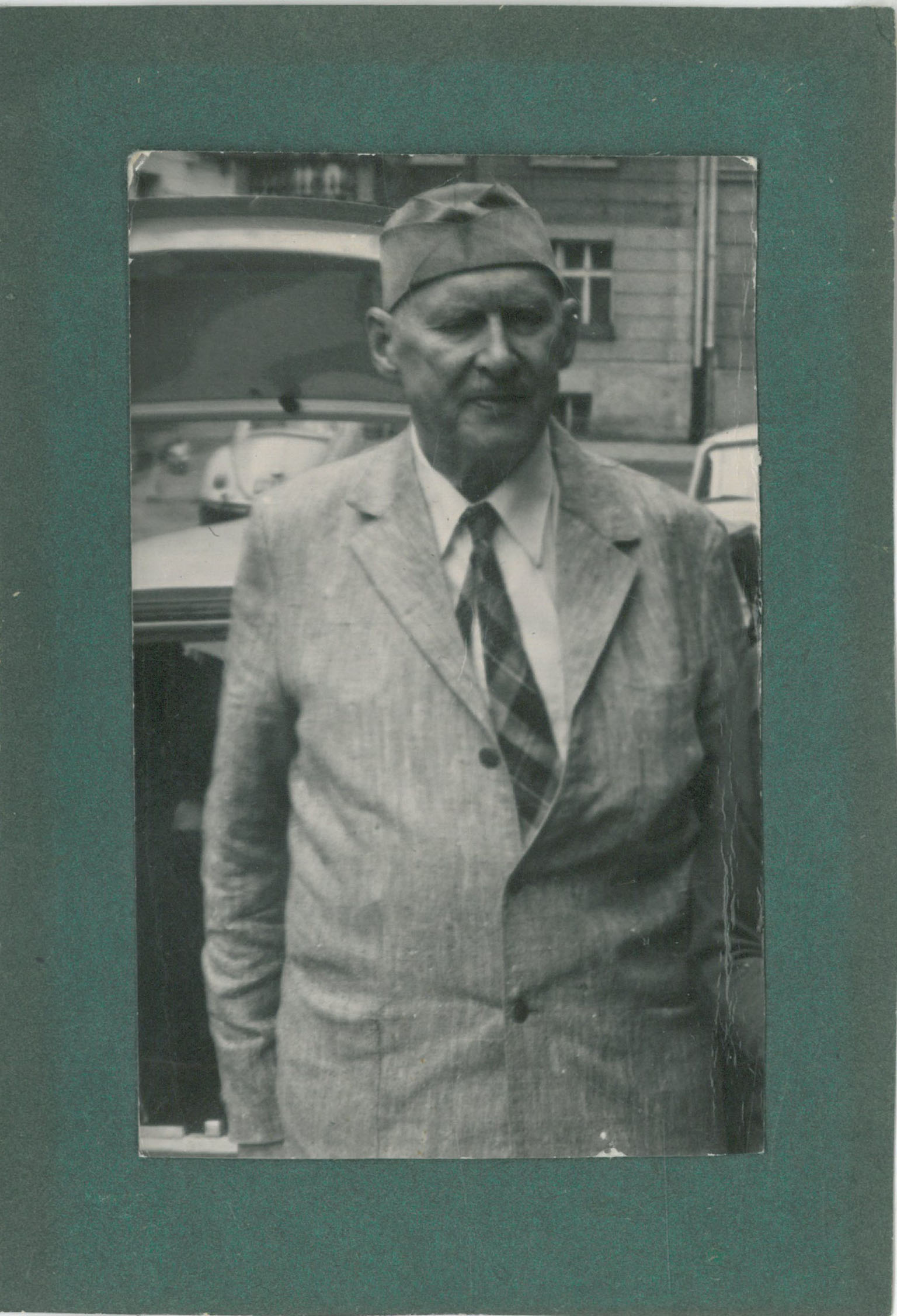
Juliusz Komorowski jakiego pamiętają wnuki, Warszawa lata 70. lub 80. XX w.

W .1921 r. został przymusowo zmobilizowany do armii litewskiej i służył u gen. Sylwestra Żukowskiego w strukturach kontroli finansowej wojska. W okresie międzywojennym wraz z bratem Hektorem gospodarował na uszczuplonych przez reformę rolną Kowaliszkach. Po wybuchu II wojny światowej zaangażował się w pomoc polskim oficerom internowanym na neutralnej Litwie w obozie w Rakiszkach. Po wkroczeniu Armii Czerwonej w 1940 r., chcąc uniknąć sowieckich represji wraz z rodziną schronił się w Wilnie. Po wybuchu wojny niemiecko-sowieckiej w 1941 r. związał się z polskim podziemiem. Był żołnierzem Inspektoratu „E” Armii Krajowej (wydzielona struktura AK obejmująca tereny przedwojennego państwa litewskiego), działał pod pseudonimem „Orawa”, pod zwierzchnictwem majora Wincentego Chrząszczewskiego. Obdarzony zaufaniem dowództwa zajmował się m.in. sprzedażą złota i dewiz przysyłanych na potrzeby AK z Zachodu. W 1945 r. z żoną i dwójką młodszych dzieci zdołał pociągiem repatriacyjnym wyjechać do Polski. Za pracę w polskim podziemiu został po wojnie odznaczony przez Rząd RP na uchodźstwie Złotym Krzyżem Zasługi z Mieczami, potwierdzonym 25 kwietnia 1966 r. przez władze krajowe. Zmarł 15 kwietnia 1982 r. w Warszawie. Został pochowany w grobie rodzinnym na Cmentarzu Powązkowskim (kwatera II, rząd II, miejsce 22,23).